# Hyposoter barrettii
Hyposoter barrettii är en stekelart som först beskrevs av Bridgman 1881.  Hyposoter barrettii ingår i släktet Hyposoter och familjen brokparasitsteklar. Arten är reproducerande i Sverige. Inga underarter finns listade i Catalogue of Life.